# Hoplopleura oxymycteri
Hoplopleura oxymycteri – gatunek wszy z rodziny Hoplopleuridae, pasożytujący głównie na Oxymycterus paramensis. Spotykany również na innych myszowatych: Oxymycterus akodontius. Powoduje wszawicę.
Samica wielkości 1,4 mm, samiec mniejszy wielkości 1 mm. Wszy te mają ciało silnie spłaszczone grzbietowo-brzusznie. Przednia para nóg jest wyraźnie mniejsza i słabsza, zakończona słabym pazurem. Samica składa jaja zwane gnidami, które są mocowane specjalnym "cementem" u nasady włosa. Rozwój osobniczy trwa po wykluciu się z jaja około 14 dni i występują w nim 3 stadia larwalne. Larwy od osobników dorosłych różnią się tylko wielkością. Pasożytuje na skórze, żywi się krwią którą ssie 2-3 razy dziennie. Występuje na terenie Argentyny i Peru w Ameryce Południowej.